# Orłów-Parcel
Orłów-Parcel – wieś w Polsce, położona w województwie łódzkim, w powiecie kutnowskim, w gminie Bedlno.

## Historia
Według Słownika geograficznego Królestwa Polskiego i innych krajów słowiańskich  Orłów to starożytna osada, niegdyś gród, a później miasto. Był to główny punkt powiatu orłowskiego w województwie łęczyckim, który w XVI w. dzielił się na 14 parafii, 8 miast i 160 wsi.
W latach 1975–1998 wieś administracyjnie należała do województwa płockiego.

## Zabytki
Według rejestru zabytków NID na listę zabytków wpisane są obiekty:
- kościół parafialny pw. Bożego Ciała, 1430, XVII w., 1849, nr rej.: 26 z 8.07.1967
- kaplica grobowa Skarżynskich, pierwsza poł. XIX w., nr rej.: 393 z 8.07.1967
- grodzisko stożkowate średniowieczne - numer rejestru 1027/A z 1968-03-17 (stanowisko 1)